# Serie B 1951/1952
Soutěžní ročník Serie B 1951/1952 byl 20. ročník druhé nejvyšší italské fotbalové ligy. Konal se od 9. září 1951 do 22. června 1952. 
Nejlepším střelcem se stal italský hráč Attilio Frizzi (Janov), který vstřelil 20 branek.

## Události
Soutěž se rozjela již nově s 20 týmy s vyhlídkou okamžitého poklesu na 18 týmů pro příští sezonu.
Novými kluby byly: z nejvyšší ligy sestoupil Řím a také devítinásobný mistr Janov a ze 3. ligy postoupilo Marzotto Valdagno, Monza, Stabia a Piombino. Řím vedl soutěž od 4. kola a nakonec vyhrál o jeden bod před Brescii a postoupili po roce zpět do nejvyšší ligy. Brescia jako tým co skončil na 2. místě přímo nepostoupil, ale hrál kvalifikaci s klubem co v nejvyšší lize skončil na 17. místě (Triestina). 
Prvním sestupujícím týmem se stal nováček Stabia. Další dva nováčci Marzotto Valdagno a Monza se zachránili v posledních kolech a tak sestup se týkal Benátek, Livorna, Pisi a Reggiany.

## Účastníci
| Klub              | Město                   | Stadion                      | Trenér | Minulá sezona                            |
| ----------------- | ----------------------- | ---------------------------- | --- | ---------------------------------------- |
| Benátky           | Benátky                 | Stadio Pierluigi Penzo       | Sandro Puppo (1.–5. kolo) Mario Villini                                                                                | 6. místo v Serii B                       |
| Brescia           | Brescia                 | Stadium di viale Piave       | Luigi Bonizzoni | 9. místo v Serii B                       |
| Catania           | Catania                 | Stadio Cibali                | Nereo Marini (1. –18. kolo) Rodolfo Brondi (19. –36. kolo) Fioravante Baldi                                            | 6. místo v Serii B                       |
| Fanfulla          | Lodi                    | Stadio Dossenina             | Vittorio Casati (1. –10. kolo) Mario Acerbi                                                                            | 6. místo v Serii B                       |
| Janov             | Janov                   | Stadio Luigi Ferraris        | Imre Senkey (1.–22. kolo) Giacinto Ellena + Valentino Sala                                                             | 20. místo v Serii A (sestup)             |
| Livorno           | Livorno                 | Stadio Comunale              | Alfonso Ricciardi (1.–16. kolo) Edmund Crawford                                                                        | 3. místo v Serii B                       |
| Marzotto Valdagno | Valdagno                | Stadio dei Fiori             | Gino Costenaro + Jesse Carver (1. –11. kolo) Jesse Carver (12. –17. kolo) Gino Costenaro (18. –37. kolo) Giacomo Grisa | 1. místo ve skupině B v Serii C (postup) |
| Messina           | Messina                 | Stadio Giovanni Celeste      | Carlo Rigotti | 15. místo v Serii B                      |
| Modena            | Modena                  | Stadio Comunale              | Cesare Gallea | 3. místo v Serii B                       |
| Monza             | Monza                   | Stadio San Gregorio          | Annibale Frossi | 1. místo ve skupině A v Serii C (postup) |
| Piombino          | Piombino                | Stadio Magona d'Italia       | Fioravante Baldi (1. –36. kolo) Bruno Mochi                                                                            | 1. místo ve skupině C v Serii C (postup) |
| Pisa              | Pisa                    | Stadio Arena Garibaldi       | Mario Nicolini | 9. místo v Serii B                       |
| Reggiana          | Reggio Emilia           | Stadio Mirabello             | Giuseppe Antonini (1. –27. kolo) Vittorio Malagoli                                                                     | 13. místo v Serii B                      |
| Řím               | Řím                     | Stadio Nazionale             | Giuseppe Viani | 19. místo v Serii A (sestup)             |
| Salernitana       | Salerno                 | Stadio Comunale              | Rudolf Hiden | 5. místo v Serii B                       |
| Siracusa          | Siracusa                | Stadio Vittorio Emanuele III | Mario Perazzolo (1. –10. kolo) Egizio Rubino (11. –21. kolo) Nereo Marini                                              | 5. místo v Serii B                       |
| Stabia            | Castellammare di Stabia | Stadio San Marco             | Arnaldo Sentimenti (1. –19. kolo) Arnaldo Sentimenti + Árpád Hajós                                                     | 1. místo ve skupině D v Serii C (postup) |
| Treviso           | Treviso                 | Stadio Comunale              | Nereo Rocco | 15. místo v Serii B                      |
| Verona            | Verona                  | Stadio Marcantonio Bentegodi | Angelo Piccioli | 9. místo v Serii B                       |
| Vicenza           | Vicenza                 | Stadio Romeo Menti           | Fulvio Bernardini | 9. místo v Serii B                       |

## Tabulka
| Poř. | Tým               | Z  | V  | R  | P  | VG | OG | B  |
| ---- | ----------------- | -- | -- | -- | -- | -- | -- | -- |
| 1.   | Řím               | 38 | 22 | 9  | 7  | 62 | 24 | 53 |
| 2.   | Brescia           | 38 | 18 | 16 | 4  | 44 | 24 | 52 |
| 3.   | Messina           | 38 | 16 | 13 | 9  | 37 | 23 | 45 |
| 4.   | Catania           | 38 | 17 | 10 | 11 | 48 | 39 | 44 |
| 5.   | Janov             | 38 | 17 | 8  | 13 | 61 | 38 | 42 |
| 6.   | Piombino          | 38 | 15 | 11 | 12 | 48 | 39 | 41 |
| 7.   | Treviso           | 38 | 14 | 13 | 11 | 44 | 38 | 41 |
| 8.   | Modena            | 38 | 12 | 15 | 11 | 51 | 46 | 39 |
| 9.   | Salernitana       | 38 | 13 | 13 | 12 | 44 | 43 | 39 |
| 10.  | Vicenza           | 38 | 13 | 12 | 13 | 47 | 40 | 38 |
| 11.  | Verona            | 38 | 14 | 10 | 14 | 46 | 44 | 38 |
| 12.  | Fanfulla          | 38 | 13 | 11 | 14 | 45 | 39 | 37 |
| 13.  | Siracusa          | 38 | 14 | 9  | 15 | 39 | 56 | 37 |
| 14.  | Marzotto Valdagno | 38 | 12 | 12 | 14 | 48 | 47 | 36 |
| 15.  | Monza             | 38 | 11 | 14 | 13 | 30 | 43 | 36 |
| 16.  | Benátky           | 38 | 10 | 14 | 14 | 38 | 47 | 34 |
| 17.  | Livorno           | 38 | 12 | 10 | 16 | 33 | 43 | 34 |
| 18.  | Pisa              | 38 | 10 | 11 | 17 | 32 | 46 | 31 |
| 19.  | Reggiana          | 38 | 8  | 8  | 22 | 38 | 70 | 24 |
| 20.  | Stabia (-1 bod)   | 38 | 5  | 9  | 24 | 35 | 81 | 18 |

Poznámky
- Z = Odehrané zápasy; V = Vítězství; R = Remízy; P = Prohry; VG = Vstřelené góly; OG = Obdržené góly; B = Body
- za výhru 2 body, za remízu 1 bod, za prohru 0 bodů.
- při rovnosti bodů se rozhodovalo na základě poměru gólů (vstřelené góly ÷ obdržené góly).

|  | Postup do Serie A               |
|  | Kvalifikace o postup do Serie A |
|  | Sestup do Serie C               |

## Střelecká listina
| Pořadí | Jméno               | Klub              | Branky |
| ------ | ------------------- | ----------------- | ------ |
| 1.     | Attilio Frizzi      | Janov             | 20     |
| 2.     | Pietro Biagioli     | Piombino          | 17     |
| 3.     | Renato Brighenti    | Modena            | 15     |
| 3.     | Giuseppe Persi      | Treviso           | 15     |
| 5.     | Giancarlo Forlani   | Marzotto Valdagno | 14     |
| 6.     | Guido Klein         | Catania           | 13     |
| 7.     | Valentino Bonaiti   | Brescia           | 12     |
| 7.     | Giovanni Cuzzoni    | Monza             | 12     |
| 7.     | Carlo Galli         | Řím               | 12     |
| 7.     | Gustavo Scagliarini | Marzotto Valdagno | 12     |
| 7.     | Sergio Vergazzola   | Benátky           | 12     |